# Caslan
Caslan est un hameau (hamlet) du Comté d'Athabasca, situé dans la province canadienne d'Alberta.